# Lymantria nudala
Lymantria nudala är en fjärilsart som beskrevs av Embrik Strand 1915. Lymantria nudala ingår i släktet Lymantria och familjen tofsspinnare. Inga underarter finns listade i Catalogue of Life.